# Petru Sescu
Petru Sescu (Szabófalva, 1965. április 3. –) román katolikus pap, jászvásári segédpüspök.

## Pályafutása
Az általános iskolát szülőfalujában, a középiskolát a románvásári Roman Vodă Gimnáziumban végezte. Teológiai tanulmányait a Jászvásári Szent József Római Katolikus Teológiai Intézetben folytatta. II. János Pál pápa szentelte pappá 1991. május 26-án Rómában.
1991–től 1994-ig a bákói Szent Miklós-plébánia plébánosa volt. Ezt követően 2004-ig fegyelmi prefektusként szolgált a bákói Szent József líceumi szemináriumban, majd 2010-ig egyházmegyei vagyonkezelőként a Jászvásári egyházmegyében. 2010 és 2021 között a jászvásári Szent Teréz-templom plébánosa volt. 2021. szeptember 1-jétől  a bákói Szent Péter és Pál plébánia plébánosává és kerületi főesperessé nevezték ki.
A román nyelv mellett franciául és olaszul beszél.

### Püspöki pályafutása
Ferenc pápa 2021. szeptember 30-án jászvásári segédpüspökké és murconai címzetes püspökké nevezte ki. 2021. november 11-én szentelte püspökké a jászvásári Szűz Mária királynő-székesegyházban Iosif Păuleț jászvásári püspök, Aurel Percă bukaresti érsek és Petru Gherghel nyugalmazott jászvásári püspök segédletével. Püspöki jelmondata: „Servite Domino in laetitia”, azaz: „Szolgáljátok az Urat örömmel” (Zsolt 100,2).

## Művei
- Bevezetés a Szentírásba (szerk., 2001)[1]